# Grossouvre
Grossouvre – miejscowość i gmina we Francji, w Regionie Centralnym, w departamencie Cher.
Według danych na rok 1990 gminę zamieszkiwały 254 osoby, a gęstość zaludnienia wynosiła 16 osób/km² (wśród 1842 gmin Regionu Centralnego Grossouvre plasuje się na 887. miejscu pod względem liczby ludności, natomiast pod względem powierzchni na miejscu 842).